# Jules Adeline

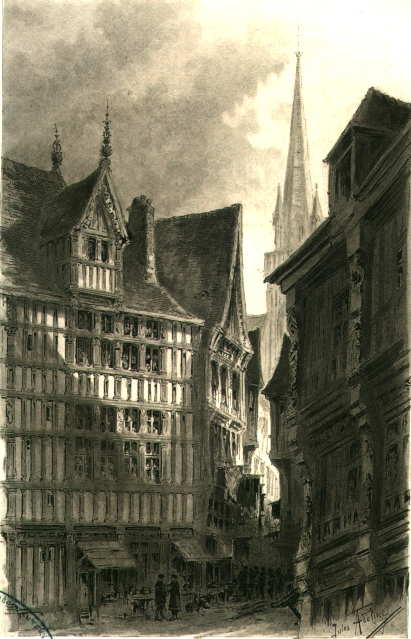
Normandský dům

Jules Adeline (28. dubna 1845 Rouen - 24. srpna 1909) byl francouzský výtvarník, rytec a historik, autor asi 9000 kreseb, grafik a akvarelů na téma starého Rouenu.

## Život
Své první lepty vytvořil roku 1872. V období 1873-1885 vystavoval svá díla na Salon des artistes français a vyhrál medaili na výstavě ve Filadelfii roku 1876. Roku 1880 se stal členem rouenské akademie, a jejím prezidentem byl zvolen roku 1890.

## Dílo
- Les Andelys. La statue de N. Poussin. L’église Sainte-Clotilde. Le petit Andely. Le château Gaillard. L’hôtel du Grand Cerf (1875)
- Description des antiquités et singularités de la ville de Rouen par J. Gomboust, 1655, précédée d’une étude sur les plans et vues de Rouen et d’une notice sur le plan de Gomboust (1875)
- Le Tréport. La ville d’Eu. Le bourg d’Ault. Cayeux-sur-Mer (1875)
- De Rouen à La Bouille. Itinéraire anecdotique, historique et pittoresque (1876)
- Rouen disparu. Vingt eaux-fortes, précédées d’une notice illustrée (1876)
- L.-H. Brevière, dessinateur et graveur, rénovateur de la gravure sur bois en France, 1797-1869. Notes sur la vie et les œuvres d’un artiste normand (1876)
- Voyage de La Bouille par mer et par terre. Nouvelle historique avec introduction et douze eaux-fortes par Jules Adeline (1877)
- Voyage de Paris à Saint-Cloud par terre et par mer, par L.-Balthazar Neel. Retour de Saint-Cloud par mer et par terre, par Augustin-Marie Lottin. Introduction et eaux-fortes par Jules Adeline (1878)
- Les Quais de Rouen. Autrefois & Aujourd’hui (1878)
- Les Sculptures grotesques et symboliques. Rouen et environs. Cent vignettes et texte avec double frontispice à l’eau-forte par Jules Adeline (1878)
- Le Cortège historique organisé en 1880 par le comité des fêtes de bienfaisance de Rouen. Entrée du roy Henry II à Rouen en 1550. Vingt-deux eaux fortes avec texte (1880)
- Hippolyte Bellangé et son œuvre, avec eaux-fortes et fac-similé (1880)
- La Farce des Quiolards, tirée d’un proverbe normand. Avec une introduction et dix eaux-fortes, par Jules Adeline (1881)
- La Promenade du pont de bateaux, réimpression avec réponses inédites d’un Avis au sexe de Rouen sur la promenade du pont, par F.-A. Perrot (de Paris). Avec introduction et frontispice à l’eau forte, par Jules Adeline (1881)
- Le Musée d’antiquités et le Musée céramique de Rouen (1882)
- Lexique des termes d’art (1884)
- La Peinture à l’eau. Aquarelle. Lavis. Gouache. Miniature (1888)
- Rouen au 16 siecle, d’après le manuscrit de Jacques Le Lieur (1525) : vingt eaux-fortes avec texte (1892)
- Peintres et musées, et peintres d’oiseaux ; silhouettes de palais de justice, et croquis d’intérieurs, discours prononcés par M. Jules Adeline, président de l’Académie des sciences, belles-lettres et arts de Rouen (1890-1891). Frontispice et vignette à l’eau-forte (1892)
- Le Chat d’après les Japonais (1893)
- Les Arts de reproduction vulgarisés, avec 140 vignettes dans le texte et 12 planches hors texte (1894)
- L’Art du trompe-l’œil et l’art provincial (1894)
- L’Illustration photographique (1895)
- La Légende du Violon de faïence. Huit compositions gravées à l’eau-forte par l’auteur (1895)
- Quelques souvenirs sur Champfleury (1902)
- Le Logis et l’Œuvre (1910)